# Glazoué
Glazoué est une commune et une ville du centre-sud du Bénin.

## Géographie
Glazoué est situé à 234 km au nord de Cotonou. Les communes adjascentes sont Ouèssè et Bassila au nord, Dassa-Zoumè au sud, Savè à l'est et Bantè et Savalou à l'ouest.
La commune s'étend sur 1 350 km2 et est divisée en dix arrondissements : Assanté, Aklampa, Glazoué (chef-lieu), Gomé, Kpakpaza, Magoumi, Sokponta, Ouèdèmè, Thio et Zaffé ; et 68 villages et quartiers de ville administratifs.

## Démographie
Lors du recensement de 2013 (RGPH-4), la commune comptait 124 431 habitants.

## Administration

### Liste des maires de la commune
| Période                                  | Période | Identité        | Étiquette        | Qualité |
| ---------------------------------------- | ------- | --------------- | ---------------- | ------- |
| Les données manquantes sont à compléter. |         |                 |                  |         |
| 2015                                     | 2020    | Jacques Dagoué  |                  |         |
| 30 mai 2020                              | 2026    | Gilles Houndolo | Bloc républicain |         |